# Liste de dynasties
Dans les sociétés lignagères, une dynastie (du grec ancien δυναστεία / dunasteía, lui-même dérivé de δυνάστης / dynastês, « dirigeant » ou « gouverneur ») est une succession de dirigeants d'une même famille. Les historiens divisent l’histoire de certains États avec les différentes dynasties qui se sont succédé au pouvoir ; il en est ainsi de la Chine, de l’Égypte antique ou encore de la Perse.
Une grande partie de l’histoire politique européenne a été façonnée par des dynasties séculaires telles que les Carolingiens, les Capétiens, les Habsbourg, les Stuart, les Hohenzollern ou les Romanov. Jusqu'au XIXe siècle, une des fonctions légitimement acquises d'un monarque était d'agrandir sa dynastie, ce qui revenait à augmenter le pouvoir, la richesse et la superficie des terres de chaque membre de sa famille.
On peut également employer le terme de « maison », « maison royale » ou « famille royale » pour désigner une dynastie (la maison Windsor par exemple). Aussi il est à noter qu'on peut désigner par dynastie, toute lignée dirigeante qu'elle soit impériale, royale, ducale ou comtale. Pour finir, on peut se servir d'une référence à une dynastie pour caractériser l'époque d'un objet d'art, d'une tendance ou de tout évènement qui se déroula durant son règne (par exemple, un vase de la dynastie Ming). Dans certains cas comme le style Tudor ou l'expansion ottomane, le nom de la dynastie est devenu un adjectif rendant alors inutile le recours au terme dynastie.
Bien que le français contemporain désigne par dynastie toute famille influente (on parle ainsi de la dynastie Rothschild), la dynastie reste encore associée, dans une majeure partie du globe, à la monarchie et est de surcroît perçue comme exclusivement patrilinéaire. En effet les liens de parenté et les héritages sont principalement évalués selon l'appartenance à la descendance d'un ancêtre commun en lignée directe masculine. Cependant, il est arrivé que des personnes appartenant à une dynastie par leur mère en aient parfois adopté le nom en revendiquant alors une position ou un héritage (par exemple dans les maisons d'Orange, de Bagration ou encore de Habsbourg-Lorraine).

## Dynasties royales: Antiquité

### Afrique

#### Carthage antique
- Dynastie Didoienne (IXe s.-550 av. J.-C.)
- Dynastie Magonide (550-340 av. J.-C.)
- Dynastie Hannonide (340-308 av. J.-C.)

#### Cyrène antique
- Dynastie Battiade (630-440 av. J.-C.)
- Dynastie Lagide ou des Ptolémées (163-96 et 34-30 av. J.-C.)

#### Égypte antique
Période thinite :
- Ire dynastie (c. 3050–2890 av. J.-C.)
- IIe dynastie (2890–2686 av. J.-C.)

Ancien Empire :
- IIIe dynastie (2686–2613 av. J.-C.)
- IVe dynastie (2613–2498 av. J.-C.)
- Ve dynastie (2498–2345 av. J.-C.)
- VIe dynastie (2345 –2181 av. J.-C.)

Première Période intermédiaire :
- VIIe dynastie (2181- c. 2165 av. J.-C.)
- VIIIe dynastie (c. 2165-2160 av. J.-C.)
- IXe dynastie (2160–2130 av. J.-C.)
- Xe dynastie (2130–2040 av. J.-C.)

Moyen Empire :
- XIe dynastie (2134–1991 av. J.-C.)
- XIIe dynastie (1991–1803 av. J.-C.)

Deuxième Période intermédiaire :
- XIIIe dynastie (1803–1649 av. J.-C.)
- XIVe dynastie (1705–1690 av. J.-C.)
- XVe dynastie Hyksôs (1674–1535 av. J.-C.)
- XVIe dynastie Hyksôs (1660–1600 av. J.-C.)
- XVIIe dynastie (1650–1549 av. J.-C.)

Nouvel Empire :
- XVIIIe dynastie (1549–1292 av. J.-C.)
- XIXe dynastie (1292–1186 av. J.-C.)
- XXe dynastie (1186–1069 av. J.-C.)

Troisième Période intermédiaire :
- XXIe dynastie (1069 – 945 av. J.-C.)
- XXIIe dynastie (945 – 720 av. J.-C.)
- XXIIIe dynastie (837 – 728 av. J.-C.)
- XXIVe dynastie (732 – 720 av. J.-C.)
- XXVe dynastie (732 – 653 av. J.-C.)

Basse époque :
- XXVIe dynastie (672 – 525 av. J.-C.)
- XXVIIe dynastie Achéménide (525 – 404 av. J.-C.)
- XXVIIIe dynastie (404 – 398 av. J.-C.)
- XXIXe dynastie (398 – 380 av. J.-C.)
- XXXe dynastie (380 – 343 av. J.-C.)
- XXXIe dynastie Achéménide rétablie (343 – 332 av. J.-C.

Égypte gréco-romaine :
- Dynastie Argéade (Période macédonienne) (332 – 309 av. J.-C.)
- Dynastie des Lagides ou Ptolémées (305 – 30 av. J.-C.)

##### Numidie
- Dynastie des Massyles qui ont régné dans une première partie sur la Numidie orientale puis sur la Numidie après la conquête des Massaeyles par Massinissa.
- Dynastie des Massaeyles qui ont régné sur la Numidie occidentale

### Asie

#### Adiabène antique
- Dynastie Monobazide (15-71 ap. J.-C.)
- Dynastie Bar-Hawyu (71-90 et 109-116)
- Dynastie Arsacide (90-109)

#### CharacènepuisMésène antique
- Dynastie Hyspaosinéside (127 av. J.-C.-225 ap. J.-C.)
- Dynastie des Sassanides (272-273)

#### Chineantique
- Dynastie Shang (1570-1122 av. J.-C)
- Dynastie Zhou (1122-249 av. J.-C.)
- Dynastie Qin (249-206 av. J.-C.)
- Dynastie Han (206 av. J.-C.-9 ap. J.-C. et 23-220)
- Dynastie Xin (9-23)

#### Emèse antique
- Dynastie Sampsigéramide (69 av. J.-C.-75)
- Dynastie Bassianide (160-254)

#### Gandhara antique
- Dynastie Indo-Sassanide (230-410)

#### Indeantique
- Dynastie Maurya (v. 324 av. J.-C. - v. 180 av. J.-C.)
- Dynastie Gupta (308-550)

#### Mésopotamieantique
Akkad :
- Dynastie d'Akkad (2316-2123 av. J.-C.)

Assyrie :
- Ire dynastie (2030-1796 av. J.-C.)
- IIe dynastie (1796-1330 av. J.-C.)
- IIIe dynastie (1330-1193 av. J.-C.)
- IVe dynastie (1193-1051 av. J.-C.)
- Ve dynastie (1050-722 av. J.-C.)
- VIe dynastie Sargonide (722-609 av. J.-C.)

Babylone/Chaldée :
- Ire dynastie (1895-1595 av. J.-C.)
- IIe dynastie Hittite (1595-1570 av. J.-C.)
- Dynastie kassite (1570-1235 av. J.-C. et 1228-1153 av. J.-C.)
- Dynastie Assyrienne IIIe du nom (1235-1228 av. J.-C.)
- IVe dynastie d'Isin (1153-1025 av. J.-C.)
- Ve dynastie des Peuples de la Mer (1025-1004 av. J.-C.)
- VIe dynastie Bazou (1004-984 av. J.-C.)
- VIIe dynastie Elamite (984-943 av. J.-C.)
- VIIIe dynastie (943-812 av. J.-C. et 811-810 av. J.-C. et 783-748 av. J.-C.)
- Dynastie Assyrienne Ve du nom (812-811 av. J.-C. et 810-783 av. J.-C. et 729-722 av. J.-C.)
- IXe dynastie (747-729 av. J.-C. et 722-710 av. J.-C. et 703-688 av. J.-C. et 648-627 av. J.-C.)
- Dynastie Assyrienne VIe du nom (710-703 av. J.-C. et 688-648 av. J.-C. et 627-626 av. J.-C.)
- Xe dynastie (626-539 av. J.-C.)

Elam/Elymaïs (IIe s. av. J.-C.-IIe s. ap. J.-C.) :
- Ire dynastie d'Awan (2300-2250 av. J.-C. et 2240-2210 av. J.-C.)
- Dynastie Sargonide (2250-2240 av. J.-C.)
- IIe dynastie Shimashki (2030-1900 av. J.-C.)
- IIIe dynastie d'Eparti (1850-1500 av. J.-C.)
- IVe dynastie Kidouinide (1455-1400 av. J.-C.)
- Ve dynastie Igehalkide (1400-1215 av. J.-C.)
- VIe dynastie Shoutroukide (1215-1100 av. J.-C.)
- VIIe dynastie (760-644 av. J.-C.)
- Dynastie Kamnaskaride (147-56 av. J.-C.)
- Arsacides (56 av. J.-C.-25 ap. J.-C.)

Hira :
- Dynastie Lakhmide (268-602)

#### Perse antique
- Achéménides (640-330 av. J.-C.)
- Arsacides (250 av. J-C - 224 ap J.C.)
- Sassanides (224-630 et 630-651 ap. J.-C.)
- Mihranides (630 et 630)

### Europe

#### Grèce antique

##### Athènes
- Érichthides
- Mélantides

##### Sparte
- Agiades
- Eurypontides

##### Corinthe
Bacchiades

##### Mycènes
Atrides

##### Royaume de Macédoine
- Argéades
- Antipatrides
- Antigonides

#### Rome antique
Royaume de Rome :
- Dynastie Tarquinide (616-509 av. J.-C.)

Empire romain :
- Dynastie des Julio-Claudiens (27 av. J.-C. - 68 apr. J.-C.)
- Dynastie des Flaviens (69-96)
- Dynastie des Antonins (96-192)
- Dynastie des Sévères (193-217 et 218-235)
- Dynastie des Constantiniens (305-363)
- Dynastie des Valentiniens (364-392)
- Dynastie des Théodosiens (379 à 455)

## Dynasties royales: Moyen-Âge et époque moderne

### Afrique

#### Afars(pays des)
Aussa :
- Dynastie Modayto (1734-1975)

Ifat/Adal (1415-1559) :
- Dynastie Walashma (1185-1403 et 1415-1518 et 1525-1559)

#### Algérie
- Dynastie Ifrénide (742-790)
- Dynastie Rostémide (761-909)
- Dynastie Fatimide (910-973)
- Dynastie Ziride de Achir (972-1148).
- Dynastie Hammadide

(1014-1152)
- Dynastie Abdelwadide ou Zianide (1235-1556), régnant sur Tlemcem
- Dynastie du Royaume des Beni Abbès(1510-1872), dirigé par la famille des Mokrani

#### Angola
Kongo :
- Dynastie Kilukeni (1380-1568)
  - Dynastie Kwilu (1568-1622 et 1626-1636)
  - Dynastie Nsundi (1622-1626)
- Dynastie Kimpanzu (1636 et 1673)
- Dynastie Kinlaza (1636-1665)
- Dynastie Água Rosada (1709-1914)

La liste des rois du Kongo (Manikongo) se poursuit jusqu'en 1975, mais il est difficile d'établir leur lien dynastique.

#### Burundi
- Dynastie Ntwero (1530-1966)

#### Cameroun
- Dynastie Bandjoun
- Dynastie Douala Bell (depuis 1792)
- Dynastie Deido
- Dynastie Akwa
- Dynastie Bele Bele

#### Centrafrique
- Dynastie Bokassa (1976-1979)

#### Dahomey(aujourd'huiBénin)
- Dynastie Aladaxonou (1600-1900)

#### Égypte musulmane
- Dynastie Toulounide (868-935)
- Dynastie Ikhchidide (935-969)
- Dynastie Fatimide (969-1171)
- Dynastie Ayyoubide (1171-1250)
- Dynastie Mameloukes (1250-1517) :
  - Mamelouk-Bahrite (1250-1352)
  - Mamelouk-Bordjite (1352-1517)
- Dynastie de Méhémet Ali (1805–1953)

#### Éthiopie(antiqueempire d'Aksoum)
- Dynastie salomonide (204 av. J.-C.-916 et 1270-1855 et 1889-1936 et 1941-1974)
  - Branche cadette de Choa (1889-1936 et 1941-1974)
- Dynastie Zagoué (916-1270)
- Dynastie de Théodoros (1855-1868)
- Dynastie de Lasta (1868-1871)
- Dynastie du Tigré (1871-1889)
- Dynastie de Savoie (1936-1941)

#### Ghana
Royaume Ashanti :
- Dynastie Oyoko-Abokyen (1640-1896 et depuis 1926)

#### Lesotho(jadis Basoutoland)
- Dynastie de Moshoeshoe (depuis 1829)

#### Libye
- Dynastie el-Senoussi (1951-1969)

Tripolitaine :
- Dynastie Karamanli (1711-1835)

#### Mali
- Dynastie Keita (1235-1610)

Ségou :
- Dynastie Coulibaly ou Bitonsi (1652-1759)
- Dynastie Jara (1759-1766)
- Dynastie Ngolosi ou Diarra (1766-1861)
- Dynastie Tall (1862-1893)

#### Maroc
- Dynastie Idrisside (789-985 et 1465-1472)
- Dynastie Almoravide (1061-1147)
- Dynastie Almohade (1147-1269)
- Dynastie Mérinide (1269-1465)
- Dynastie Wattasside (1472-1550 et 1554)
- Dynastie Saadienne (1550-1554 et 1554-1659)
- Dynastie Dilaïte (1659-1663)
- Dynastie Alaouite (depuis 1667)

Anciennes Monarchies locales Marocaines :
Debdou :
- Dynastie Ouartajin (1430-1563)

Nekor :
- Dynastie Salihide (710-1019)

Sidjilmassa :
- Dynastie Midaride (772-977)
- Dynastie Maghraouide (977-1054)

#### Nigeria
Bornou :
- Dynastie el-Kanemi (1808-1893 et depuis 1902)

Sokoto :
- Dynastie Toronkawa (depuis 1804)

#### Ouganda
Ankole (jadis Nkore) :
- Dynastie Bahinda (v.1450-1967 et depuis 1993)

Bouganda :
- Dynastie Abalasangeye (v.1300-1967 et depuis 1993)

Bounyoro-Kitara :
- Dynastie Babito (v.1400-1967 et depuis 1993)

Toro :
- Dynastie Babito (1822-1967 et depuis 1993)

#### Rwanda
- Dynastie Nyiginya-Hindiro (1350-1961)

#### Soudan
Darfour :
- Dynastie Keira (en) (v.1448-1883 et 1898-1916)

#### Swaziland
- Dynastie Nkosi-Dlamini (depuis 1645)

#### Tchad
Baguirmi :
- Dynastie Kenga (1522-1960 et depuis 1970)

Kanem :
- Dynastie Séfuwa (846-1846)

Ouaddaï :
- Dynastie el-Abbasi (1795-1897 et 1900-1960 et depuis 1970)

#### Tunisie
- Dynastie Muhallabide (768-795)
- Dynastie Aghlabide (800-909)
- Dynastie Khourassanide (1059-1158)
- Dynastie Hafside (1228-1574)
- Dynastie Mouradite (1613-1702)
- Dynastie Husseinite (1705-1957)

#### Zanzibar
- Dynastie al-Bousaïd (1804-1964)

### Asie

#### Califatde l'Islam
- Dynastie omeyyade de Damas (661-750)
- Dynastie Abbasside (750-1258 et 1261-1517) :
  - Branche aînée des califes de Bagdad (750-1258)
  - Branche cadette des califes du Caire (1261-1517)
- Dynastie Osmanli, dite Ottomane (1517-1924)

#### Afghanistan
- Dynastie Ghaznévide ou Yamini (977-1186)
- Dynastie Ghuride (1186-1215)
- Dynastie Kara-Koyunlu (1375-1383)
- Dynastie Timouride (1383-1526)
- Dynastie Ghilzai ou Hotaki (1709-1738)
- Dynastie Durrani (1747-1842)
- Dynastie Mohammedzay ou Barakzay (1842-1973)

#### Antioche
- Dynastie de Hauteville (1098-1163)
  - Dynastie de Poitiers (1163-1268)

#### Arabie-Saoudite
- Dynastie al-Saoud (depuis 1932)

Anciennes Monarchies d'Arabie :
Asir :
- Dynastie al-Senoussi (1830-1934)

Djebel-Shammar :
- Dynastie al-Rachid (1835-1921)

Hedjaz :
- Dynastie Mousabite (967-1069)
- Dynastie Hachémite (1069-1925)
- Dynastie al-Saoud (1925-1932)

Nedjd :
- Dynastie al-Saoud (1720-1889 et 1902-1932)

#### Arakan
- Dynastie de Wethali (788-1018)
- Dynastie de Pyinsa 1re du nom (1018-1103)
- Dynastie de Parin (1103-1167)
- Dynastie de Khrit (1167-1179)
- Dynastie de Pyinsa 2e du nom (1180-1237)
- Dynastie de Launggyet (1237-1407 et 1430-1785)

#### Bahreïn
- Dynastie al-Khalifa (depuis 1783)

#### Bhoutan
- Dynastie Wangchuk (depuis 1907)

#### Birmanie
- Dynastie de Pagan (1057-1287)
- Dynastie de Toungoo (1530-1752)
- Dynastie Konbaung (1752-1885)

Epoque de division de la Birmanie :
Pagan puis Pinya :
- Dynastie de Pagan (1287-1298)
- Dynastie de Myinsaing (1298-1364)

Hanthawaddy :
- Dynastie de Wareru (1287-1539)

Sagaing :
- Dynastie de Myinsaing (1315-1364)

Ava :
- Dynastie de Pinya (1364-1427)
- Dynastie de Mohynin (1427-1543 et 1552-1555)

Prome :
- Dynastie de Myinsaing (1482-1542)

#### Brunéi
- Dynastie Bolkiah (depuis 1425)

#### Cachemire
- Dynastie Gonandia (56 ap. J.-C.-290 et 481-627)
- Dynastie de Pradapditya (290-481)
- Dynastie Karkota (627-856)
- Dynastie Utpala (856-939)
- Dynastie Yadjaskara (939-949)
- Dynastie Lohara (981-1171)
- Dynastie de Vuppadeva (1171-1337)
- Dynastie Shah-Miri (1337-1589)
- Dynastie Jamwal, dite Dogra (1846-1952)

#### Cambodge
- Dynastie de Kambu (550-802)
- Dynastie Varman 1re du nom (802-928)
  - Dynastie Varman 2e du nom (928-1113)
- Dynastie Varman 3e du nom (1080-1177 et 1181-1243)
  - Dynastie Varman 4e du nom (1296-1349 et 1356-1394 et 1404-1970 et depuis 1993)
- Dynastie Chan (1177-1181)
- Dynastie de Suphannabhum (1353-1355 et 1394-1401)

#### Chine
- Dynastie Jin (265-420)
- Dynastie Sui (589-619)
- Dynastie Tang (619-690 et 705-907)
- Liang postérieurs (907-923)
- Tang postérieurs (923-936)
- Jin postérieurs (936-947)
- Han postérieurs (947-951)
- Zhou postérieurs (951-960)
- Dynastie Song (960-1115)
- Dynastie Yuan (1279-1368)
- Dynastie Ming (1368-1644)
- Dynastie Qing (1662-1912)

Époques de divisions de la Chine :
Chine du Nord :
- Dynastie Shu (220-265)
- Zhao antérieur (304-329)
- Zhao postérieur (329-351)
- Qin antérieur (351-394)
- Qin postérieur (394-417)
- Dynastie Wei du Nord (417-556)
- Dynastie Qi du Nord (551-577), au nord-est
- Dynastie Zhou du Nord (556-581), au nord-ouest
- Dynastie Jin (1115-1234)
- Dynastie Yuan (1234-1279)
- Dynastie Shun (1644-1645)
- Dynastie Qing (1645-1662)

Chine du Sud :
- Dynastie Wu (221-265), au sud-ouest
- Dynastie Wei (222-280), au sud-est
- Dynastie Jin (265-420)
- Dynastie Song du Sud (420-479)
- Dynastie Qi du Sud (479-502)
- Dynastie Liang (502-587), dans le sud-ouest (557-587)
- Dynastie Chen (557-589), dans le sud-est

Plusieurs dynasties ont porté le même nom sans pour autant, probablement, avoir un lien de parenté.

#### Chypre
- Maison Comnène (1185-1191)
- Maison de Lusignan (1192-1267)
- Maison de Poitiers-Lusignan (1267-1489)

#### Corée
- Dynastie Wang (918-1392)
- Dynastie Yi (1392-1910)

Royaumes de l'avant unification de la Corée :
Silla :
- Dynastie Pak (57 av. J.-C.-57 ap. J.-C. et 80-184)
- Dynastie Seok (57-80 et 184-261 et 284-356)
- Dynastie Kim (262-284 et 356-935)

Koguryo puis Parhae :
- Dynastie Ko (37 av. J.-C.-668)
- Dynastie Tae (668-926)

Baekje :
- Dynastie Ko (18 av. J.-C.-660)

#### Djaghataï
- Dynastie Djaghataïde, issue de la dynastie des Gengiskhanides (1227-1338)

Mogholistan :
- Dynastie Djaghataïde, issue de la dynastie des Gengiskhanides (1338-1363 et 1418-1570)

Le Djaghataï se divisa en 2 royaumes : Mogholistan et Transoxiane.

#### Émirats arabes unis
Abou Dabi :
- Dynastie Al Nahyane, issue de la famille Al Bou Falah (depuis 1761)

Ajman :
- Dynastie Al Nuaimi (depuis 1781)

Dubaï :
- Dynastie Al Maktoum, issue de la famille al Bou-Falah (depuis 1833)

Fujaïrah :
- Dynastie al-Sharki (depuis 1876)

Ras el Khaïmah :
- Dynastie al-Qassimi (depuis le XVIIIe s.)

Charjah :
- Dynastie al-Qassimi (depuis le XVIIIe s.)

Oumm al Qaïwaïn :
- Dynastie al-Ali (depuis 1775)

#### Horde Blanche(aujourd'huiKazakhstan)
- Dynastie Djötchide, issue de la dynastie des Gengiskhanides (1226-1502)

#### Horde d'Or/Kiptchak
- Dynastie Djötchide, issue de la dynastie des Gengiskhanides (1243-1502)

Astrakhan :
- Dynastie Djötchide, issue de la dynastie des Gengiskhanides (1466-1557)

Kassim :
- Dynastie Djötchide, issue de la dynastie des Gengiskhanides (1450-1681)

Kazan :
- Dynastie Djötchide, issue de la dynastie des Gengiskhanide (1438-1496 et 1497-1552)

La Horde d'Or se démembra en plusieurs khanats : Astrakhan, Crimée, Kassim, Kazan et Sibérie.

#### Indes
- Dynastie Timouride, dite Moghole (1526-1539 et 1555-1858)
- Dynastie de Brünswick/Guelfe (1876-1901)
  - Dynastie de Saxe-Cobourg-et-Gotha, issue de la dynastie de Wettin (1901-1947), et qui devint la maison Windsor (en 1917)

Royaumes des Indes anciennes :
Andhra :
- Dynastie Satavahana (223 av. J.-C.-220)

Magadha :
- Dynastie Shunga (185-73 av. J.-C.)
- Dynastie des Kanva (73-26 av. J.-C.)
- Dynastie Gupta (275-731)

Karuvur :
- Dynastie Chera (56-317)

Avanti ou Thâneshwar puis Kânnauj :
- Dynastie Kshatrapa (119-395)
- Dynastie Pushpabhuti (550-647)
- Dynastie Pratihâra (725-1027)
- Dynastie Gahadavala (1080-1200)

Vatsagulma :
- Dynastie Vakataka (250-500)

Kanchi :
- Dynastie des Pallava (315-901)

Nandivardhana :
- Dynastie Vakataka (330-500)

Banavasi :
- Dynastie Kadamba (345-525)

Talakada :
- Dynastie des Ganga (350-1024)

Vallabhi :
- Dynastie Maitraka (en) (470-766)

Vatapi :
- Dynastie Chalukya (543-757)

Madurai :
- Dynastie Pandya (560-1311)

Mewar :
- Dynastie Guhila (569-1314)

Vengi :
- Dynastie Chalukya (624-1102)

Bengale :
- Dynastie Khadga (626-747)
- Dynastie Pala (750-1159)
- Dynastie Sena (1161-1230)

Manyaketha :
- Dynastie Rashtrakuta (642-982)

Bhilmâl :
- Dynastie Gurjara (650-1034)

Kalyâna :
- Dynastie Chalukya (VIIIe s.-1157 et 1184-1200)
- Dynastie Kalachuri (1161-1184)

Delhi :
- Dynastie Tomara (736-1152)
- Dynastie Chahumana (1152-1192)

Keralaputra puis Venad :
- Dynastie Chera (800-1313)

Mâlawâ :
- Dynastie Paramara (800-1305)

Kamapura :
- Dynastie Mlechchha (815-900)
- Dynastie Pala (900-1100)

Kâthiâwar :
- Dynastie Chudsama (845-1472)

Tanjore :
- Dynastie Chola (848-1279)

Chedi :
- Dynastie Kalachuri (850-1195)

Devagiri :
- Dynastie Yadava (850-1334)

Kalinga :
- Dynastie Ganga (869-1435)
- Dynastie Suryavamsi (1435-1541)
- Dynastie Bhoi (1541-1560)
- Dynastie Chalukya (1560-1568)

Jijhoti :
- Dynastie Chandela (900-1308)

Harikela :
- Dynastie Chandra (900-1045)

Kataka :
- Dynastie Somavamsi (915-1118)

Kathiawar :
- Dynastie Solanki (940-1244)
- Dynastie Vaghela (1244-1304)

Warangal :
- Dynastie Kakatiya (1000-1223)

Malnad :
- Dynastie Hoysala (1022-1346)

Gangavansa :
- Dynastie Kakali (1132-1452)

Royaumes hindous et Sultanats musulmans des Indes :
Delhi :
- Dynastie Muizzi (1206-1266)
- Dynastie de Balban (1266-1290)
- Dynastie Khalil (1290-1320)
- Dynastie Tughluk (1321-1325)
- Dynastie Sayyid (1414-1451)
- Dynastie Lodi (1451-1526)
- Dynastie Suri (1540-1557)

Assam :
- Dynastie Âhom (1228-1822 et 1832-1838)

Bengale :
- Dynastie de Balban (1287-1322)
- Dynastie Ilyas-Shahi (1346-1415 et 1437-1487)
- Dynastie de Ganesha (1415-1436)
- Dynastie Habshi (1487-1494)
- Dynastie Hussein-Shahi (1494-1538)
- Dynastie Mohammed-Shahi (1554-1564)
- Dynastie Karrani (1564-1576)

Tanjore :
- Dynastie Mabar (1335-1378)
- Dynastie Nayaka (1532-1675)

Vijayanagara :
- Dynastie Sangama (1336-1486)
- Dynastie Saluva (1486-1505)
- Dynastie Tuluva (1505-1570)
- Dynastie Aravidu (1570-1684)

Gulbarga puis Bidar :
- Dynastie Bahmani (1347-1527)
- Dynastie Barid-Shahi (1527-1619)

Khandesh :
- Dynastie Faroukhi (1370-1601)

Jaunpur :
- Dynastie Sharki (1398-1478)

Malvâ :
- Dynastie Ghuri (1401-1436)
- Dynastie Khalil (1436-1531)

Goudjerat :
- Dynastie Zafar-Khani (1403-1573)

Bijapur :
- Dynastie Adil-Shahi (1489-1686)

Berar :
- Dynastie Imad-Shahi (1490-1572)

Golkonde :
- Dynastie Kutb-Shahi (1518-1687)

Madurai :
- Dynastie Nayaka (1529-1736)

Dernières Monarchies locales des Indes :
Manipur :
- Dynastie Ningtouji (33-1819 et 1825-1949)
  - Branche de Karta (1764-1819 et 1825-1844 et 1852-1891)
  - Branche de Nara (1844-1852 et 1891-1949)

Kalahandi :
- Dynastie Nagabansi (1005-1948)

Jaïpur :
- Dynastie Kacchwaha (1276-1949)

Travancore :
- Dynastie Kulasekhera (1313-1949)

Udaipur :
- Dynastie Sisodia (1326-1949)

Sirmoor :
- Dynastie Plassia (1374-1948)

Mysore/Khoudadad (1786-1799) :
- Dynastie Wodiyar (1399-1786 et 1799-1831 et 1868-1949)
- Dynastie Haïdaride (1786-1799)

Tripura :
- Dynastie Manikya 1re du nom (1431-1567 et 1577-1949)
- Dynastie Manikya 2e du nom (1567-1577)

Rewa :
- Dynastie Vaghela (1470-1950)

Cochin :
- Dynastie Chera-Perumal (1500-1949)

Orchha :
- Dynastie Bundela (1501-1950)

Jaisalmer :
- Dynastie Yadava-Bhati (1530-1949)

Tehri-Garhwal (jadis Garhwal) :
- Dynastie Parmar (1548-1949)

Surguja :
- Dynastie Raksel (1562-1948)

Bikaner :
- Dynastie Rathore (1574-1949)

Jodhpur/Marwar :
- Dynastie Rathore (1583-1949)

Kotah :
- Dynastie Hada (1631-1949)

Mayurbhanj :
- Dynastie Bhanj (1660-1949)

Satara :
- Dynastie Bhonsle (1674-1849)

Tanjore :
- Dynastie Bhonsle (1676-1855)

Bastar :
- Dynastie Chauhan (1680-1936)
  - Dynastie Bhanj (1936-1948)

Bahawalpur :
- Dynastie Abbasside (1702-1955)

Kolhapur :
- Dynastie Bhonse (1710-1946)
  - Dynastie Puar (1947-1949)

Hyderabad :
- Dynastie Asaf-Jahi (1713-1950)

Patiala :
- Dynastie Phulkian (1714-1948)

Bengale :
- Dynastie Nasseri (1717-1740)
- Dynastie Afchar (1740-1757)
- Dynastie Najafi (1757-1880)

Oudh :
- Dynastie Saâdatide (1722-1856)

Bhopal :
- Dynastie Mirazi-Khel (1723-1949)

Baroda :
- Dynastie Gaekwad (1726-1949)

Gwalior :
- Dynastie Scindia (1731-1843 et 1844-1948)

Indore :
- Dynastie Holkar (1731-1948)

Nagpur :
- Dynastie Bhonsle (1734-1853)

Bénarès :
- Dynastie Gautam (1775-1948)

#### Irak (jadis Mésopotamie)
- Dynastie Bouyide (945-1055)
- Dynastie Seldjoukide, issue de la dynastie des Grands-Seldjoukides (1118-1194)
- Dynastie Jalayiride (1336-1410)
- Dynastie Kara-Koyunlu (1410-1469)
- Dynastie Ak-Koyunlu (1469-1508)
- Dynastie Hachémite (1921-1958)

Ancien Royaume du Moyen-Age :
Mazyadid/Hillal :
- Dynastie Bani-Assad (1012-1150)

#### Iran (jadis Perse)
- Dynastie Tahiride (820-873)
- Dynastie Samanide (873-892)
- Dynastie des Grands-Seldjoukides (1038-1194)
- Dynastie Houlagide, issue de la dynastie des Gengiskhanides (1256-1335)
- Dynastie Mozafferide (1336-1387)
- Dynastie Séfévide (1501-1722 et 1729-1736 1749-1761)
- Dynastie Ghilzai ou Hotaki (1722-1729)
- Dynastie Afcharide (1736-1749)
- Dynastie Zand (1782-1794)
- Dynastie Kadjar (1794-1925)
- Dynastie Pahlavi (1925-1979, État impérial d'Iran)

Anciennes Monarchies locales Persanes :
Deylan :
- Dynastie Justanide (791-1004)

Fars :
- Dynastie Karunide (1008-1141)
- Dynastie Injuide (1335-1357)

Khorasan :
- Dynastie Kartide (1245-1389)

Louristan :
- Dynastie Hazarasside (1155-1224)

Mazandaran :
- Dynastie Marashie (1359-1596)

Séïstan :
- Dynastie Mihrabanide (1236-1537)

Tabaristan :
- Dynastie Alide (864-900 et 914-928)
- Dynastiz Ziyaride (930-990)

Tabriz :
- Dynastie Rawadide (955-1071)

#### Israël/Judée (134 av. J.-C.-101)
- Dynastie de Säul « Beth Sha'ül » (1030-1008 av. J.-C.)
- Dynastie de David « Beth David » (1008-587 av. J.-C.), sur Juda (1010-1008 et 931-587 av. J.-C.)
- Dynastie des Hasmonéens (134-37 av. J.-C.)
- Dynastie des Hérodiens (37 av. J.-C.-44 ap. J.-C. et 52-101)

Royaume de Jérusalem :
- Dynastie de Boulogne (1100-1143)
  - Dynastie Plantagenêt (1131-1185 et 1192-1205)
    - Dynastie d'Alerame (1185-1186 et 1192)
- Dynastie de Lusignan (1186-1192 et 1197-1212)
  - Dynastie de Brienne (1212-1228)
    - Dynastie de Hohenstaufen (1228-1268)
- Dynastie de Poitiers-Lusignan (1268-1291)

#### Japon
- Dynastie Yamato (depuis l'Antiquité)

#### Java
Mataram :
- Dynastie Kartsura (1584-1749)

Epoque de division du Mataram :
Surakarta :
- Dynastie Kartasura (1749-1949)

Yogyakarta :
- Dynastie Kartasura (depuis 1749)

#### Jordanie
- Dynastie Hachémite (depuis 1921)

#### Koweït
- Dynastie al-Sabah (depuis 1752)

#### Ladakh
- Dynastie de Yarlung (975-1852) :
  - Branche Namgyal (1460-1852)

#### Lan-Na
- Dynastie Mangrai (1296-1547 et 1551-1578)
- Dynastie Khun Lo (1547-1551)
- Dynastie Chaochetton (en) (1781-1939)

#### Laos
- Dynastie Khun Lo 1re du nom (1353-1596)
  - Dynastie Khun Lo 2e du nom (1596-1975)

#### Liban
- Dynastie Maanide (1516-1697)
  - Dynastie Chehab (1697-1842)

#### Maldives
- Dynastie de Theemuge (1105-1389)
- Dynastie Hilali (1389-1584)
  - Dynastie d'Uthimu (1554-1692)
- Dynastie Hamawi (1692)
- Dynastie de Devadhu (1692-1701)
- Dynastie d'Isdhoo (1701-1704)
- Dynastie de Dhiyamigili (1704-1759 et 1767-1773)
- Dynastie d'Huraage (1759-1767 et 1773-1952 et 1954-1968)

#### Malaisie
Johor :
- Dynastie de Malacca (1528-1699)
- Dynastie Bendahara (1699-1855)
- Dynastie Temenggong (depuis 1886)

Kedah :
- Dynastie Mahawangsa (depuis 1136)

Kelantan :
- Dynastie Jambi (1269-1579)
- Dynastie Champa (1579-1721)
- Dynastie Patani (depuis 1721)

Negeri Sembilan :
- Dynastie Pagaruyung (depuis 1773)

Pahang :
- Dynastie de Malacca (1470-1699)
- Dynastie Bendahara (depuis 1699)

Perak :
- Dynastie de Malacca (1528-1636)
- Dynastie de Siak (depuis 1636)

Perlis : 
- Dynastie Jamalullail (depuis 1797)

Sarawak : 
- Dynastie Brooke (1841-1946)

Selangor :
- Dynastie Daeng Chelak (depuis 1745)

Terengganu :
- Dynastie Bendahara (depuis 1725)

#### Médie Atropatène antique
- Dynastie Mithridatide (336-95 av. J.-C. et 87 av. J.-C.-6 ap. J.-C.)
- Dynastie Arsacide (95-88 av. J.-C. et 6-72 et 136-226)

#### Mongolie/Khitan (907-1125)
- Maison Ashina (457 - 1008)
- Maison Yaglakar
- Maison Ädiz
- Maison Yujiulü
- Dynastie Liao (907-1125)
- Dynastie Gengiskhanide (1206-1635), issue du clan des Bordjiguines

#### Népal
- Dynastie Licchavi (185-877)
- Dynastie Raghavedeva (879-1046)
- Dynastie Thakuri (1046-1201)
- Dynastie Malla (1201-1768)
- Dynastie Shah (1768-2008)

#### Oman
- Dynastie Nabhani (1406-1624)
- Dynastie Yaruba (1624-1728 et 1728-1749)
- Dynastie Bhanu-Ghafir (1728)
- Dynastie al-Bousaïd (depuis 1749)

#### Osroène antique
- Dynastie Bar-Hawyu (132 av. J.-C.-91 ap. J.-C. et 109-116 et 118-122 et 123-244)
- Dynastie Arsacide (91-109 et 118-123)

#### Ouzbékistan
Boukharie (jadis Transoxiane) :
- Dynastie Samanide (892-999)
- Dynastie Karakhanide (999-1118 et 1157-1212)
- Dynastie Seldjoukide, issue de la dynastie des Grands-Seldjoukides (1118-1157)
- Dynastie Djaghataïde, issue de la dynastie des Gengiskhanides (1343-1358)
- Dynastie Timouride (1369-1500)
- Dynastie Djötchide, issue de la dynastie des Gengiskhanides (1447-1784)
  - Branche Chaybanide (1447-1599)
  - Branche Djanide (1599-1784)
- Dynastie Manghite (1784-1920)

Khiva (jadis Khôrezm) :
- Dynastie des Khôrezm-Chahs (1077-1231)
- Dynastie Arabchahikide ou Yadigaride-Chaybanide, issue de la branche Chaybanide de la dynastie des Gengiskhanides (1511-1746)
- Dynastie Tihaïtimouride (1746-1804 et 1806)
- Dynastie Koungrad (1804-1806 et 1806-1920)

#### Parthie/Empire parthe antique
- Dynastie Arsacide (250 av. J.-C.-224 ap. J.-C.)

#### Ryū-Kyū
- Dynastie de Shunten ou Minamoto, issue de la dynastie Yamato (1187-1259)
- Dynastie d'Eiso (1260-1322)
- Dynastie Shō 1re du nom (1429-1469)
- Dynastie Shō 2e du nom (1470-1879)

Epoque de la division des Ryū-Kyū :
Chuzan :
- Dynastie d'Eiso (1322-1349)
- Dynastie de Sato (1350-1406)
- Dynastie Shō 1re du nom (1406-1429)

Hokuzan :
- Dynastie d'Haniji (1322-1416)

Nanzan :
- Dynastie d'Osato (1337-1429)

#### Sikkim
- Dynastie Namgyal (1641-1733 et 1734-1975)

#### Soulou
- Dynastie Hashimite 1re du nom (1450-1608)
  - Dynastie Hashimite 2e du nom, issue de la dynastie Bolkiah (1610-1936 et 1950-1986)

#### Sri Lanka (jadis Sinhala)
- Dynastie Vijaya (215-103 av. J.-C. et 88 av. J.-C.-66 ap. J.-C.)
- Dynastie Pancha-Dravida (103-88 av. J.-C.)
- Dynastie de Lambakanna 1re du nom (66-436)
- Dynastie Shâd-Dravida (436-452)
- Dynastie de Moriya (463-691)
- Dynastie de Lambakanna 2e du nom (691-964)
- Dynastie de Vijaya-Bahu (1056-1187 et 1197-1200 et 1209-1210 et 1211-1212)
- Dynastie Kalinga (1187-1197 et 1200-1209)
- Dynastie de Lokissara (1210-1211)
- Dynastie Pandya (1212-1215)
- Dynastie Siri Sanga Bo (1220-1597)
- Dynastie Dinaraja (1591-1739)
- Dynastie Nayakar (1739-1815)

Epoque de la division de Sinhala :
Anuradhapura :
- Dynastie Chola (993-1055)

Ruhuna puis Polonnaruwa :
- Dynastie Chola (993-1055)

Jaffna :
- Dynastie Kalinga (1215-1255)
- Dynastie Tambralinga (1255-1262)
- Dynastie Aryacakravarti (1262-1450 et 1467-1619)
- Dynastie de Vijaya-Bahu (1450-1467)

Dambadeniya puis Gampola :
- Dynastie de Vijaya-Bahu (1220-1407)

Rayigama puis Kotte :
- Dynastie de Vijaya-Bahu (1391-1597)

#### Syrie
- Dynastie Séleucide (307-83 av. J.-C. et 68-64 av. J.-C.)
- Dynastie Artaxiade (83-69 av. J.-C.)
- Dynastie Ghassanide (220-638)
- Dynastie Soufyanide, issue de la dynastie des Omeyyades (661-684)
- Dynastie Hamdanide (923-931 et 944-1004)
- Dynastie Seldjoukide, issue de la dynastie des Grands-Seldjoukides (1095-1117)
- Dynastie Ayyoubide (1174-1260)
- Dynastie Hachémite (1920)

Anciennes Monarchies locales de Syrie :
Alep :
- Dynastie Mirdasside (1024-1080)

Damas :
- Dynastie Bouride (1104-1154)

Harran :
- Dynastie Numayride (990-1063)

Mossoul :
- Dynastie Uqaylide (990-1096)
- Dynastie Zengide (1127-1222)

#### Thaïlande (jadis Siam)
- Dynastie Phra Ruang (1583-1629)
- Dynastie de Prasat-Thong (1629-1688)
- Dynastie Luang-Phin (1688-1767)
- Dynastie de Taksin (1767-1782)
- Dynastie Chakri (depuis 1782)

Royaumes de l'avant unification du Siam :
Sukhothaï :
- Dynastie Phra Ruang (1238-1438 et 1548-1583)
- Dynastie de Suphannabhum (1438-1548)

Ayutthaya :
- Dynastie de Suphannabhum (1350-1569)
- Dynastie Phra Ruang (1569-1583)

#### Tibet
- Dynastie de Yarlung (127 av. J.-C.-1090)
- Dynastie Sakyapa (1247-1280)
- Dynastie Phagmodupa (1385-1435)
- Dynastie Tsangpa (1618-1642)
- Dynastie Khoshot (1642-1717)

Epoque de la division du Tibet :
Lhassa :
- Dynastie Phagmodupa (1435-1618)

Tsang :
- Dynastie Ringunga (1435-1565)
- Dynastie Tsangpa (1565-1618)

#### Turquie (jadis Anatolie)
- Dynastie Seldjoukide (1080-1086 et 1092-1307)
- Dynastie Osmanli dite Ottomane (1281-1922)

Monarchies de l'Anatolie Antique :
Cappadoce :
- Dynastie Datamide (385-322 av. J.-C.)
- Dynastie de Cardia (321-316 av. J.-C.)
- Dynastie Antigonide (316-301 av. J.-C.)
- Dynastie Ariarathide (301-98 av. J.-C.)
- Dynastie Artabazide-Mithridatide (98-93 av. J.-C.)
- Dynastie Ariobarzanide (93-36 av. J.-C.)
- Dynastie de Comana (36 av. J.-C.-17 ap. J.-C.)
- Dynastie des Constantiniens (335-337)

Carie :
- Dynastie Lygdamide (520-450 av. J.-C.)
- Dynastie Hécatomnide (391-326 av. J.-C.)

Lydie :
- Dynastie Sandonide (797-687 av. J.-C.)
- Dynastie Mermnade (687-547 av. J.-C.)

Pergame :
- Dynastie Attalide (281-129 av. J.-C.)

Pont :
- Dynastie Artabazide-Mithridatide (281-36 av. J.-C.)
  - Dynastie Polémonide (36 av. J.-C.-63 ap. J.-C.)
- Dynastie des Constantiniens (335-337)

Monarchies Chrétiennes de l'Anatolie du Moyen-Age :
Nicée :
- Dynastie Lascaris (1204-1261)

Petite-Arménie :
- Dynastie Roubenide (1076-1252)
  - Dynastie Héthoumide (1226-1241 et 1344-1363 et 1365-1368)
    - Dynastie de Poitiers-Lusignan (1342-1344 et 1363-1364 et 1368-1375)

Trébizonde :
- Dynastie des Grands-Comnènes, issue de la dynastie des Comnènes (1205-1461)

#### Viêt-Nam
- Dynastie Thuc (257-207 av. J.-C.)
- Dynastie Triêu (203-111 av. J.-C.)
- Dynastie Trung (40-43 ap. J.-C.)
- Dynastie Lý antérieure (544-603)
- Dynastie Khúc (en) (905-939 et 944-950)
- Dynastie Ngô (939-944 et 950-968)
- Dynastie Dinh (968-980)
- Dynastie Lê antérieure (980-1009)
- Dynastie Lý postérieure (1009-1226)
- Dynastie Trần (1226-1400 et 1407-1414 et 1426-1428)
- Dynastie Hồ (1400-1407)
- Dynastie Lê postérieure (1418-1426 et 1428-1527 et 1533-1788)
- Dynastie Mạc (1527-1533)
- Dynastie Tây Sơn (1788-1802)
- Dynastie Nguyen (1802-1945)

Anciennes Monarchies locales Viêtnamiennes :
Tonkin :
- Dynastie Mạc (1533-1592)

Annam :
- Dynastie Nguyen (1744-1777)
- Dynastie Tây Sơn (1778-1793)

#### Yémen
- Dynastie Ziyadide, issue de la dynastie des Omeyyades (818-1018)
- Dynastie Najahide (1022-1060 et 1081-1083)
- Dynastie Sulayhide (1060-1080)
- Dynastie Ayyoubide (1174-1229)

##### Nord-Yémen
- Dynastie Rasulide (1229-1454)
- Dynastie Tahiride (1454-1517)
- Dynastie al-Kassimi (1591-1962)

Epoque de division du Nord-Yémen :
Sanaa :
- Dynastie Sulayhide (1083-1099)
- Dynastie Hamdanide (1099-1117)
- Dynastie Rasside (1117-1174)

Zabid :
- Dynastie najâhide (1083-1158)
- Dynastie Mahidide (1137-1173), en rivalité avec la précédente dynastie

##### Sud-Yémen
- Dynastie Zurayide (1083-1174)

Epoque de division du Sud-Yémen :
Lahedj :
- Dynastie al-Abdali (1728-1967)

Qishn-et-Socotora :
- Dynastie al-Mahri (XVIIIe s.-1967)

Sayoun :
- Dynastie al-Kathiri (en) (XVe s.-1967)

Shihr-et-Mukalla :
- Dynastie al-Quaiti (1881-1967), à Shihr (1867-1881)

### Europe

#### Empire byzantin
- Dynastie des Théodosiens (395-457)
- Dynastie de Thrace (457-518)
- Dynastie justinienne (518-602)
- Dynastie Héraclide (610-695 et 705-711)
- Dynastie isaurienne (717-802)
- Dynastie d'Amorion (820-867)
- Dynastie macédonienne (867-1057)
- Dynastie Comnène (1057-1059 et 1081-1185)
- Dynastie Doukas (1059-1087)
- Dynastie Ange (1185-1204)
- Dynastie Paléologue (1261-1453)

#### Empire d'Occident
- Dynastie Carolingienne (800-887 et 896-899)
  - Dynastie Widonide (891-896)
  - Dynastie Bivinide (900-915)
  - Dynastie Unrochide (915-924)

#### Albanie
- Dynastie Progoni (1190-1216)
  - Dynastie Kamonas (1216-1255)
- Dynastie d'Anjou, issue de la dynastie des Capétiens (1272-1368)
- Dynastie Castriot (1444-1468)
- Dynastie Dukagiini (1468-1474)
- Dynastie de Runkel (1914-1920)
- Dynastie Zogou (1928-1939)
- Dynastie de Savoie (1939-1943)

#### Allemagne (Francie orientalepuisSaint-Empire romain germanique)
- Dynastie Carolingienne (800-911)
  - Dynastie Conradine (911-918)
  - Dynastie Ludolfinge (919-1024)
    - Dynastie Salienne (1024-1125)
- Dynastie de Supplinbourg (1125-1137)
- Dynastie de Hohenstaufen (1138-1208 et 1215-1254)
  - Dynastie de Brünswick/Guelfe (1198-1215)
- Dynastie Gerulfing (1250-1256)
- Dynastie de Habsbourg (1273-1291 et 1298-1308 et 1438-1740)
- Dynastie de Nassau (1292-1298)
- Dynastie de Luxembourg (1308-1313 et 1346-1400 et 1410-1417)
- Dynastie de Wittelsbach (1314-1346 et 1400-1410 et 1742-1745)
- Dynastie de Lorraine (1745-1765)
  - Dynastie de Habsbourg-Lorraine (1765-1806)
- Dynastie de Hohenzollern (1871-1918)

Monarchies locales allemandes :
Bade :
- Dynastie de Zähringen (1112-1918)

Bavière :
- Dynastie Agilolfinge (505-738 et 749-788)
- Dynastie Pépinide (748-749)
  - Dynastie Carolingienne, issue de la dynastie pépinide (817-887)
    - Dynastie de Babenberg (895-942 et 982-985 et 1138-1141 et 1143-1154)
      - Dynastie Ludolfinge (942-982 et 985-1005 et 1009-1017)
- Dynastie Wigéricide (1005-1009 et 1017-1025 et 1039-1047)
  - Dynastie Salienne (1025-1039 1052-1061 et 1077-1096)
- Dynastie de Bonnegau (1049-1052)
- Dynastie de Supplinbourg (1061-1071)
  - Dynastie Guelfe (1071-1077 et 1096-1128 et 1154-1180)
- Dynastie de Hohenstaufen (1141-1143)
- Dynastie de Wittelsbach (1180-1918)

Hesse :
- Dynastie de Brabant (1265-1918)

Mecklembourg :
- Dynastie Nikloting (1131-1628 et 1632-1918)
- Dynastie Wallenstein (1628-1632)

Oldenbourg :
- Dynastie d'Oldenbourg (1088-1918)

Prusse :
- Dynastie de Hohenzollern (1525-1918)

Saxe :
- Dynastie Ludolfinge (691-962)
- Dynastie Billung (962-1106)
- Dynastie de Supplinbourg (1106-1137)
  - Dynastie Guelfe (1137-1139 et 1142-1180)
- Dynastie d'Ascanie (1139-1142 et 1180-1422)
- Dynastie de Wettin (1423-1918)

Würtemberg :
- Dynastie de Würtemberg (1081-1519 et 1534-1918)
- Dynastie de Habsbourg (1519-1534)

#### Arménie
- Dynastie orontide (331-189 av. J.-C.)
- Dynastie Artaxiade (189-34 av. J.-C. et 30 av. J.-C.-1 ap. J.-C. et 12)
- Dynastie Lagide (34-30 av. J.-C.)
- Dynastie Mithridatide (2-6 ap. J.-C.)
- Dynastie des Hérodiens (6-12 et 59-62)
- Dynastie Arsacide (12-18 et 34-35 et 53-58 et 62-140 et 161-271 et 280-415 et 422-428)
- Dynastie Polémonide (18-34)
- Dynastie Koudiide (35-53)
- Dynastie Sampsigeramide (140-161)
- Dynastie Sassanide (272-294 et 415-421)
- Dynastie Bagratide (804-1045)

Monarchies locales de l'Arménie Chrétienne :
Siounie :
- Dynastie Haykide (293-1072)
  - Dynastie Aranschahikide (1072-1116)

Taschir (Lori) :
- Dynastie Bagratide (982-1089)

Vanand (Kars) :
- Dynastie Bagratide (962-1064)

Vaspourakan :
- Dynastie Ardzrouni (762-1021)

Monarchies locales de l'Arménie Musulmane :
Ani :
- Dynastie Chaddadide (951-1174)

Diyarbakir :
- Dynastie Merwanide (983-1085)

Hulwan :
- Dynastie Annazide (990-1046)

#### Autriche
- Dynastie de Babenberg (976–1246)
- Dynastie Přemyslide (1246-1247 et 1251-1278)
- Dynastie de Zähringen (1247-1250)
- Dynastie de Habsbourg (1278–1780)
  - Dynastie de Habsbourg-Lorraine (1780-1918)

#### Azerbaïdjan
Aghouanie :
- Dynastie Arsacide (300-510)
- Dynastie Mihranide (628-821)
- Dynastie Haykide (822-1121)

Artsakh :
- Dynastie Aranschahikide (997-1116)

Chirvan :
- Dynastie des Chrivanchahs (861-1539)

Tarom :
- Dynastie Sallaride ou Langaride (919-1062)

#### Belgique (jadis Pays-Bas)
- Maison de Habsbourg (1482-1795)
- Maison de Saxe-Cobourg et Gotha, renommée en maison de Belgique après la Première Guerre mondiale, issue de la dynastie de Wettin (depuis 1831)

#### Bohême
- Dynastie Přemyslides (874-1002 et 1004-1306)
- Dynastie de Habsbourg (1306-1307 et 1437-1457 et 1526-1619 et 1620-1740 et 1742-1780)
  - Dynastie de Habsbourg-Lorraine (1780-1918)
- Dynastie de Goritz (1307-1310)
- Dynastie de Luxembourg (1310-1437)
- Dynastie de Podiebrad (1458-1471)
- Dynastie de Jagellon (1471-1526)
- Dynastie de Wittelsbach (1619-1620 et 1740-1742)

#### Bosnie
- Dynastie Boričević (1141-1168)
- Dynastie Kulinić (1150-1250)
- Dynastie Kotromanić (1250–1471)
- Dynastie Hrvatinic (1472–1476)

#### Bosphore antique
- Dynastie Archaeaetide (480-438 av. J.-C.)
- Dynastie Spartocide (438-184 av. J.-C. et 156-108 av. J.-C.)
- Dynastie Artabazide-Mithridatide (184-156 av. J.-C. et 108-47 av. J.-C.)
  - Dynastie Asanderide (47-14 av. j.-C. et 8 av. J.-C.8 ap. J.-C. et 39-335 et 338-342)
  - Dynastie Polémonide (14-8 av. J.-C. et 38-39)
- Dynastie des Constantiniens (335-338)

#### Bulgarie
- Dynastie Douloïde (629-753 et 768-997)
- Dynastie de Vokil (753-762 et 766)
- Dynastie Ougain (762-766 et 766-768)
- Dynastie Kometopoul (997-1041)
  - Dynastie Vojislaljevic (1072)
- Dynastie Asenide (1185-1257 et 1279-1280)
- Dynastie Tich (1257-1277 et 1292-1298)
  - Dynastie Kordukubas (1277-1279)
- Dynastie Terteride (1280-1292 et 1298-1323)
- Dynastie Chichmanide (1323-1422)
- Dynastie de Battenberg, issue de la dynastie de Brabant (1879-1886)
- Dynastie de Saxe-Cobourg-et-Gotha, issue de la dynastie de Wettin (1887-1946)

#### Corse
- Dynastie de Neuhoff (1736-1740)

#### Courlande
- Dynastie Kettler (1561-1711 et 1730-1737)
- Dynastie de Wettin (1726-1727 et 1758-1762)
- Dynastie Biron (1737-1740 et 1762-1795)
- Dynastie de Brünswick/Guelfe (1741)

#### Crimée
- Dynastie Guireÿ, issue de la branche Djötchide de la dynastie des Gengiskhanides (1449-1783)

#### Croatie
- Dynastie Kloukas-Trpimirovic (785-864 et 878-879 et 892-1090)
- Dynastie Kloukas-Domagojevic (864-876 et 879-892)
- Dynastie d'Árpád (1091-1093) & (1097-1301)
- Dynastie Svacic (1093-1097)
- Dynastie de Savoie (1941-1943)

#### Danemark
- Dynastie Skjöldung
- Dynastie de Jelling (900-1042)
- Dynastie d'Yngling (1042-1047)
  - Dynastie d'Estrid (1047-1397)
    - Dynastie de Poméranie (1397-1439)
    - Dynastie de Wittelsbach (1440-1448)
- Dynastie d'Oldenbourg (depuis 1448)
  - Branche aînée d'Oldenbourg (1448-1863)
  - Branche de Schleswig-Holstein (depuis 1863)

#### Epire
- Dynastie Eacide (470-235 av. J.-C.)
- Dynastie Doukas (1204-1318)
  - Dynastie Orsini (1318-1359)
    - Dynastie Nemanjic (1359-1371)
      - Dynastie Preljubovic (1371-1384)

#### Espagne
- Maison de Habsbourg (1516-1700)
- Maison de Bourbon (Espagne), branche de la maison de Bourbon française, elle-même lignée de la dynastie des Capétiens (1700-1808 et 1813-1868 et 1874-1931 et depuis 1975)
- Maison Bonaparte (1808-1813)
- Maison de Savoie (1870-1873)

Anciennes Monarchies Hispaniques :
Asturies puis Leon :
- Dynastie Pélayez (718-739)
  - Dynastie Pérez (739-1037)
    - Dynastie Jiménez (1037-1126)
      - Dynastie d'Ivrée, issue de la dynastie des Unrochides (1126-1230)

Castille :
- Dynastie Pérez (850- 1035)
  - Dynastie Jiménez (1035- 1126)
    - Dynastie d'Ivrée, issue de la dynastie des Unrochides (1126-1369)
      - Dynastie de Trastamare, branche bâtarde (1369-1516)

Aragon :
- Dynastie Galíndez (820-972)
  - Dynastie Jiménez (972-1162)
    - Dynastie de Barcelone (1162-1410)
- Dynastie de Trastamare (1412-1516)

Navarre :
- Dynastie Íñiguez (824-905)
  - Dynastie Jiménez (905-1234)
    - Dynastie de Blois (1234-1305)
      - Dynastie des Capétiens (1305-1441)
        - Branche d'Evreux (1328-1441)
          - Dynastie de Trastamare (1425-1479)
            - Dynastie de Foix (1479-1517)
              - Dynastie d'Albret (1484-1572)
                - Dynastie de Bourbon, issue de la dynastie des Capétiens (1572-1589)

La Navarre disparait de fait, la Haute-Navarre annexée par l'Aragon, la Basse-Navarre incluse dans la France.
Anciennes Monarchies Musulmanes Hispaniques :
Cordoue :
- Dynastie des Omeyyades (756-1016 et 1018 et 1023-1025 et 1027-1031)
- Dynastie Hammoudide (1016-1018 et 1018-1023 et 1025-1027)

Grenade :
- Dynastie Ziride (1013-1090)
- Dynastie Nasride (1237-1492)

#### France
- Dynastie mérovingienne (481-737 et 743-751)
- Dynastie carolingienne, issue de la famille pépinide (751-887 et 898-923 et 936-987)
- Dynastie robertienne (888-898 et 922-936 et 987-1792 puis 1814-1815 et 1815-1848), qui devint la dynastie des Capétiens (en 987)
  - Branche de Valois (1328-1589)
  - Branche de Bourbon (1589-1792 puis 1814-1815 et 1815-1830)
    - Branche d'Orléans (Régence de 1715-1723 et 1830-1848)
- Maison Bonaparte (1804-1814 et 1815 et 1852-1870)

#### Galicie
- Dynastie Riourikide (1084-1213 et 1218-1324)
- Dynastie Kormilchyts (1213-1214)
- Dynastie Piast (1327-1340)
- Dynastie de Gédiminas (1340-1349)

#### Géorgie (jadis Ibérie)
- Dynastie Kharthloside-Pharnabazide (299-159 av. J.-C)
  - Dynastie Nimrodide (159-90 av. J.-C. et 30-1 av. J.-C.)
    - Dynastie Artaxiade (90-30 av. J.-C.)
    - Dynastie Koudiide (1 av. J.-C.-189)
      - Dynastie Arsacide (189-363)
        - Dynastie Mihranide (363-748 et 779-786)
          - Branche Chosroïde (363-580 et 627-684)
          - Branche Gouaramide (580-627 et 684-748 et 779-786)
- Dynastie Nersiaride (748-779)
- Dynastie Bagratide (813-1245 et 1250-1289 et 1292-1801)
  - Dynastie Seldjoukide (1247-1258 et 1289-1292)

#### Grande-Bretagne et Royaume-Uni
- Dynastie Stuart (1707-1714)
  - Dynastie de Brünswick/Guelfe (1714-1901)
    - Dynastie de Saxe-Cobourg-et-Gotha (depuis 1901), issue de la dynastie de Wettin, qui devint la maison Windsor (en 1917)

Anciennes monarchies britanniques :
Angleterre :
- Dynastie Cerdicingas (827-1013 et 1014-1017 et 1042-1066)
- Dynastie Skioldung (1013-1014 et 1017-1042)
- Dynastie Normande (1066-1135)
  - Dynastie de Blois (1135-1154)
  - Dynastie Plantagenêt (1154-1485)
    - Branche de Lancastre (1399-1461 et 1470-1471)
    - Branche d'York (1461-1470 et 1471-1485)
- Dynastie Tudor (1485-1603)
  - Dynastie Stuart (1603-1649 et 1660-1707)

Écosse :
- Dynastie Mac Alpin (844-1034)
  - Dynastie de Dunkeld (1034-1040 et 1058-1286)
- Dynastie Mac Finlaec (1040-1058)
- Dynastie d'Yngling (1286-1290)
- Dynastie de Balliol (1292-1296 et 1333-1341)
- Dynastie Bruce (1306-1333 et 1341-1371)
  - Dynastie Stuart (1371-1651 et 1660-1707)

Île de Man :
- Dynastie d'Ivarr (902-1034 et 1052-1061 et 1070-1079))
  - Dynastie de Crovan (1034-1052 et 1079-1095 et 1102-1104 et 1115-1275)
- Dynastie Mac Murrough (1061-1070)
- Dynastie O'Brien (1095-1098 et 1107-1115)
- Dynastie d'Yngling (1095-1102 et 1104-1107)
- Dynastie Montagu (1333-1392)
- Dynastie Scrope (1392-1399)
- Dynastie Percy (1399-1405)
- Dynastie Stanley (1405-1504)

Anciennes Monarchies Galloises :
Deheubarth :
- Dynastie de Mathrafal (954-1023 et 1033-1044 et 1055-1197)
  - Branche aînée d'Aberffraw (1033-1039 et 1063-1197)
  - Branche cadette de Dinefwr (1018-1023 et 1055-1063)
- Dynastie de Mériadec (1023-1033 et 1045-1055)

Gwynedd :
- Dynastie de Mathrafal (825-1283)
  - Branche aînée d'Aberffraw (1023-1039 et 1081-1283)
  - Branche cadette de Dinefwr (1018-1023 et 1039-1081)

Powys :
- Dynastie de Mathrafal (825-1021 et 1031-1283)
  - Branche aînée d'Aberffraw (1031-1032)
  - Branche cadette de Dinefwr (1039-1283)

#### Grèce
- Maison de Wittelsbach (1832-1862)
- Maison d'Oldenbourg, par la branche de Schleswig-Holstein (1863-1924 et 1935-1973)

Anciennes Monarchies de la Grèce médiévale :
Empire Latin de Constantinople :
- Maison de Flandre (1204-1216)
- Maison capétienne de Courtenay, issue de la dynastie des Capétiens (1217-1261)

Achaïe :
- Dynastie de Champlitte (1205-1209)
- Dynastie de Villehardouin (1210-1307 et 1289-1307)
- Dynastie d'Anjou, issue de la dynastie des Capétiens (1278-1289 et 1307-1313 et 1318-1381 et 1383-1396)
- Maison d'Avesnes (1313-1318)
- Maison des Baux (1381-1383)
- Dynastie de Saint-Supéran (1396-1402)
  - Dynastie Zaccaria (1402-1460)

Athènes :
- Maison de La Roche (1205-1308)
- Maison de Brienne (1308-1311)
- Dynastie Desslor (1311-1312)
- Dynastie de Barcelone (1312-1388)
- Famille Acciaiuoli (1388-1456)

Morée :
- Maison Cantacuzène (1349-1383)
- Maison Paléologue (1383-1407)

Naxos :
- Dynastie Sanudo (1205-1371)
  - Dynastie Carceri (1371-1383)
- Dynastie Crispo (1383-1566)

Thessalie :
- Dynastie Doukas (1239-1318)
- Dynastie Némanjic (1369-1382)

Thessalonique :
- Maison Alérame (1204-1224)
- Dynastie Doukas (1224-1246)

#### Hongrie
- Dynastie d'Árpád (896-1301)
  - Dynastie Přemyslide (1301-1305)
  - Maison de Wittelsbach (1305-1308)
  - Maison capétienne d'Anjou-Sicile, issue de la dynastie des Capétiens (1308-1395)
    - Maison de Luxembourg (1387-1437)
      - Maison de Habsbourg (1437-1439 et 1444-1457 et 1526-1619 et 1621-1780)
        - Maison de Habsbourg-Lorraine (1780-1918)
- Dynastie Hunyadi (1458-1490)
- Maison Jagellon (1440-1444 et 1490-1526)
- Dynastie Bethlen (1619-1621)

#### Irlande (jadis Erin)
- Famille O'Neill (378-838 et 846-1002 et 1014-1022 et 1090-1121 et 1156-1166 et 1258-1260)
- Famille O'Brien (1002-1014 et 1024-1064 et 1072-1119)
- Famille O'Connor (1119-1156 et 1166-1186)
- Maison de Bruce (1315-1318)

Anciens Royaumes locaux Irlandais :
Connacht :
- Dynastie O'Connor (405-1490)

Dublin :
- Dynastie d'Ivarr (853-881 et 883-902 et 917-1052 et 1072-1075)
- Dynastie Mac Gilpatrick (881-883)
- Dynastie Mac Murrough (1052-1072 et 1086-1089 et 1111-1124)
- Dynastie O'Brien (1075-1086 et 1094-1102 et 1103-1111 et 1141-1142)
- Dynastie de Crovan (1089-1094)
- Dynastie d'Yngling (1102-1103)
- Dynastie O'Connor (1124-1127)
- Dynastie Thorgillsson (1127-1133 et 1142-1148)
- Dynastie Ottarson (1142-1146 et 1148-1170)

Leinster :
- Dynastie Mac Murrough (436-1126 et 1127-1172 et 1172-1603)
- Dynastie O'Connor (1126-1127)
- Dynastie de Clare (1171-1172)

Midhe :
- Dynastie O'Neill (464-1143 et 1144-1173)
- Dynastie O'Connor (1143-1144)

Munster :
- Dynastie O'Brien (454-1118). En 1118, le Munster fut divisé en 2 royaumes : Desmond et Thomond.

Desmond :
- Dynastie Mac Carthy (1118-1596)

Thomond
- Dynastie O'Brien (1118-1543)

Ulaid/Ulster :
- Dynastie O'Neill (465-1177)

#### Italie
- Dynastie Carolingienne (781-887)
  - Dynastie Unrochide (888-889 et 898-900 et 905-922 et 950-961)
  - Dynastie Widonide (889-898
  - Dynastie Bivinide (900-905)
- Dynastie d'Altdorf (922-926)
- Dynastie Bosonide (926-950)
- Dynastie Napoléon (1805-1814)
- Dynastie de Savoie (1861-1946)

Anciennes Monarchies du nord et de l'ouest de l'Italie :
Ferrare :
- Dynastie d'Este (1196-1597)

Mantoue :
- Dynastie Bonacolsi (1276-1328)
- Dynastie de Gonzague (1328-1708)

Milan :
- Dynastie Visconti (1277-1447)
  - Dynastie Sforza (1450-1499 et 1500-1501 et 1512-1515 et 1521-1535)
  - Dynastie de Valois, issue de la dynastie des Capétiens (1499-1500 et 1501-1512 et 1515-1521)

Modène :
- Dynastie d'Este (1288-1796)
  - Dynastie de Habsbourg-Lorraine (1814-1859)

Montferrat :
- Dynastie d'Alerame (967-1306)
  - Dynastie Paléologue (1305-1533)
    - Dynastie de Gonzague (1533-1708)

Parme :
- Dynastie Farnèse (1545-1731)
  - Dynastie de Bourbon, issue de la branche de Bourbon-Espagne, de la dynastie des Capétiens (1731-1735 et 1748-1802 et 1847-1859)
- Dynastie de Habsbourg (1735-1748)
  - Dynastie de Habsbourg-Lorraine (1814-1847)

Sardaigne :
- Dynastie de Savoie (1720-1861)

Toscane/Etrurie (1801-1807) :
- Dynastie des Bonifaces (812-931)
- Dynastie d'Arles (931-1001)
- Dynastie de Canossa (1027-1115)
- Dynastie des Médicis (1532-1737)
- Dynastie de Lorraine (1737-1765)
  - Dynastie de Habsbourg-Lorraine (1765-1801 et 1814-1860)
- Dynastie de Bourbon-Parme, issue de la dynastie des Capétiens (1801-1807)
- Dynastie Napoléon (1808-1814)

Anciennes Monarchies du sud de l'Italie :
Syracuse antique :
- Dynastie Eacide (277-275 av. J.-C.)
- Dynastie Hiéronide (275-240 av. J.-C.)

Deux-Siciles :
- Dynastie de Bourbon, issue de la branche de Bourbon-Espagne, de la dynastie des Capétiens (1816-1861)
- Monarchies de l'avant unification des Deux-Siciles :

Naples :
- Dynastie Sergienne (840-1120)
- Dynastie de Hauteville (1137-1194)
  - Dynastie de Hohenstaufen (1194-1266)
- Dynastie d'Anjou, issue de la dynastie des Capétiens (1266-1390 et 1399-1414)
- Dynastie de Valois, branche des ducs d'Anjou, issue de la dynastie des Capétiens (1390-1399 et 1435-1442 et 1501-1504)
- Dynastie de Trastamare (1442-1501 et 1504-1516)
  - Dynastie de Habsbourg (1516-1700 et 1707-1734)
    - Dynastie de Bourbon, issue de la branche des Bourbons de France, de la dynastie des Capétiens (1700-1707 et 1734-1806 et 1815-1816)
- Dynastie Napoléon (1806-1808)
  - Dynastie Murat (1808-1815)

Sicile :
- Dynastie Kalbide (948-1036 et 1040-1053)
- Dynastie Ziride (1036-1040)
- Dynastie de Hauteville (1059-1194)
  - Dynastie de Hohenstaufen (1194-1266)
- Dynastie d'Anjou, issue de la dynastie des Capétiens (1266-1282)
- Dynastie de Barcelone, rois d'Aragon et de Sicile (1282-1410)
- Dynastie de Trastamare, rois d'Aragon et de Sicile (1412-1516)
  - Dynastie de Habsbourg (1516-1700 et 1720-1734)
    - Dynastie de Bourbon, issue de la branche des Bourbons de France, issue de la dynastie des Capétiens (1700-1713 et 1734-1816)
- Dynastie de Savoie (1713-1720)

#### Liechtenstein
- Dynastie de Liechtenstein (depuis 1719)

#### Lituanie
- Dynastie de Mindaugas (1219-1267 et 1269-1285)
  - Dynastie Riourikide (1267-1269)
- Dynastie de Gédéminas (1285-1572), qui devint la dynastie de Jagellon (au XIVe s.)

#### Luxembourg
- Dynastie Wigéricide (963-1136 et 1247-1402 et 1407-1433), qui devint la maison de Luxembourg (au XIIIe s.)
  - Dynastie de Namur (1136-1196 et 1197-1247)
- Dynastie de Hohenstaufen (1196-1197)
- Dynastie de Scarpone (1197-1214)
- Dynastie de Valois, issue de la dynastie des Capétiens (1402-1407 et 1433-1482)
- Dynastie de Nassau (depuis 1815)
  - Branche cadette d'Orange-Nassau (1815-1890)
  - Branche aînée de Nassau (depuis 1890), issue de la dynastie de Bourbon-Parme (depuis 1964)

#### Macédoine antique
- Dynastie Argéade (808-309 av. J.-C.)
  - Dynastie Cassandride (305-294 av. J.-C.)
- Dynastie Antigonide (294-288 av. J.-C. et 278-274 av. J.-C. et 272-168 av. J.-C.)
- Dynastie Eacide (287-285 av. J.-C. et 274-272 av. J.-C.)
- Dynastie Lysimacide (285-281 av. J.-C.)
- Dynastie Séleucide (281-280 av. J.-C.)
- Dynastie Lagide (280-279 av. J.-C.)

#### Monaco
- Maison Grimaldi (1297-1301 et 1331-1357 et 1395 et 1397-1405 et 1419-1436 et 1436-1731)
- Maison de Goyon-Matignon, sous le nom Grimaldi (1731-1793 et 1814-1949)
- Maison de Polignac, sous le nom Grimaldi (depuis 1949)

#### Monténégro (jadis Dioclée)
- Dynastie Vojislaljevic (954-1048 et 1162-1186)
  - Dynastie Voukanovic (1148-1162)
- Dynastie Némanjic (1186-1355)
- Dynastie Balshic (1356-1421)
- Dynastie Tchernojevic (1435-1516)
- Dynastie Petrovic-Njégoch (1697-1766 et 1774-1781 et 1782-1918)

#### Norvège
- Dynastie d'Yngling (872-1000 et 1015-1028 et 1036-1319 et 1387-1389)
- Dynastie Skioldung (1000-1014 et 1028-1036)
- Dynastie Folkung (1319-1387)
- Dynastie d'Estrid (1387-1389)
  - Dynastie de Poméranie (1389-1442)
    - Dynastie de Wittelsbach (1442-1448)
- Dynastie Bonde (1448-1450)
- Dynastie d'Oldenbourg (1448-1818 et depuis 1905)
  - Branche aînée d'Oldenbourg (1450-1814)
  - Branche de Holstein-Gottorp (1814-1818)
  - Branche de Schlesvig-Holstein (depuis 1905)
- Maison Bernadotte (1818-1905)

#### Pays-Bas/Hollande (1806-1810)
- Maison Bonaparte (1806-1810)
- Maison d'Orange-Nassau (depuis 1813)

#### Pologne
- Maison Piast (842-1296 et 1306-1370)
  - Dynastie Přemyslide (1300-1306)
- Maison capétienne d'Anjou-Sicile, issue de la dynastie des Capétiens (1370-1399)
- Maison Jagellon (1386-1572)
- Maison capétienne de Valois, issue de la dynastie des Capétiens (1573-1575)
- Famille Báthory (1575-1586)
- Maison Vasa (1587-1668)
- Maison de Wettin (1697-1704 et 1709-1733 et 1733-1763 et 1807-1814)
- Famille Poniatowski (1764-1795)

#### Portugal
- Dynastie Gonçalves (924-1008)
- Dynastie Peres (1008-1071)
- Dynastie de Bourgogne, issue de la dynastie des Capétiens (1097-1385)
  - Dynastie d'Aviz, branche bâtarde (1385-1580)
    - Dynastie de Habsbourg, rois d'Espagne et de Portugal (1580-1640)
    - Dynastie de Bragance (1640-1910)
      - Branche de Bragance-Saxe-Cobourg-et-Gotha, issue de la dynastie de Wettin (1853-1910)

#### Roumanie
- Famille Cuza (1862-1866)
- Dynastie de Hohenzollern (1866-1947)

Anciennes Monarchies de l'avant unification de la Roumanie :
Valachie :
- Dynastie Bassaraba (1290-1510 et 1532-1591 et 1600-1601 et 1602 et 1611-1616 et 1620-1629 et 1658-1659)
  - Dynastie de Dănești (1383-1530) avec des interruptions
  - Dynastie des Drăculea (1436-1659) avec des interruptions
  - Dynastie Popesti-Bassaraba (1510-1512 et 1521 et 1522-1529 et 1529-1532)
  - Dynastie Craiovescu-Bassaraba (1512-1521 et 1521-1522 et 1529 et 1602-1610 et 1611 et 1632-1658)
    - Dynastie Mushati (1591-1593 et 1616-1618 et 1632)
- Dynastie Movilă (1600-1601 et 1602 et 1616 et 1618-1620)
- Dynastie Ghika (1659-1664 et 1672-1673 et 1733-1735 et 1748-1753 et 1758-1761 et 1765-1769 et 1822-1828 et 1834-1842)
- Dynastie Bibesco (1842-1856)
- Dynastie Cuza (1859-1862)

Moldavie :
- Dynastie Bogdanești (1359-1373)
  - Dynastie Mușhati (1373-1374 et 1377-1399 et 1400-1552 et 1552-1561 et 1564-1574 et 1579-1582 et 1591-1595 et 1620-1621 et 1631-1633 et 1666-1668)
  - Dynastie de Gédiminas (1374-1377 et 1399-1400)
- Dynastie Bassaraba (1574-1577 et 1578-1579 et 1582-1591 et 1600 et 1616-1619 et 1623-1626)
- Dynastie Movilă (1595-1600 et 1600-1611 et 1615-1616 et 1626-1629 et 1630-1631 et 1633-1634)
- Dynastie Ghika (1658-1659 et 1726-1733 et 1735-1741 et 1747-1748 et 1753-1756 et 1757-1758 et 1774-1777 et 1849-1856)
- Dynastie Sturdza (1822-1828 et 1834-1849)
- Dynastie Cuza (1859-1862)

Transylvanie :
- Dynastie Zapolyai (1526-1571)
- Dynastie Bathory (1571-1599 et 1608-1613)
- Dynastie Bassaraba (1599-1601)
- Dynastie Rakoczy (1607-1608 et 1630-1657 et 1658-1659 et 1703-1711)
- Dynastie Bethlen (1613-1630)

#### Russie
- Dynastie Riourikide (862-1598 et 1606-1610)
- Dynastie Godounov (1598-1605)
- Maison Vasa (1610-1612)
- Maison Romanov (1613-1917)
- Maison de Brünswick/Guelfe, sous le nom Romanov (1740-1741)
- Maison d'Oldenbourg, par la branche de Holstein-Gottorp, sous le nom Romanov (1762-1917)

#### Serbie
- Dynastie Vlastimirovic (768-960)
- Dynastie Vojislavljević (992-1091)
  - Dynastie Vukanović (1091-1166)
- Dynastie Némanjic (1166-1367)
- Dynastie Mrnjavcevic (1365-1395)
- Dynastie Grébeljanovic (1371-1427)
  - Dynastie Branković (1427-1459 et 1471-1502)
- Dynastie Berislavic (1504-1526)
- Dynastie Karađorđević (1808-1813 et 1842-1858 et 1903-1918)
- Dynastie Obrenović (1817-1842 et 1858-1903)

#### Sparte antique
- Dynastie Agide (930-215 av. J.-C.)
- Dynastie Eurypontide (930-206 av. J.-C.)

Les 2 dynasties étaient cousines et régnaient conjointement.

#### Suède
- Dynastie d'Yngling (572-674)
- Dynastie d'Ivarr (674-750)
  - Dynastie de Logbrog-Sigurdson (735-1028 et 1035-1060)
- Dynastie Skioldung (1028-1035)
- Dynastie de Stenkil (1060-1126)
  - Dynastie d'Estrid (1126-1130 et 1389-1397)
- Dynastie de Sverker (1130-1167 et 1196-1208 et 1216-1222)
- Dynastie Jedvaerding (1155-1160 et 1167-1196 et 108-1216 et 1222-1250)
  - Dynastie Folkung (1250-1363)
    - Dynastie Nitokling (1363-1389)
- Dynastie de Poméranie (1397-1439)
  - Dynastie de Wittelsbach (1440-1448 et 1654-1720)
- Dynastie Bonde (1448-1457 et 1464-1470)
- Dynastie d'Oldenbourg (1547-1464 et 1483-1521)
- Dynastie Vasa (1523-1654)
- Dynastie de Brabant (1720-1751)
- Dynastie de Holstein-Gottorp, issue de la maison d'Oldenbourg (1751-1818)
- Dynastie Bernadotte (depuis 1818)

#### Yougoslavie
- Dynastie Karadjordjevic (1918-1945)

### Amérique

#### Brésil
- Dynastie de Bragance, issue illégitimement de la dynastie des Capétiens (1815-1889)

#### Haïti
- Dynastie Dessalines (1804-1806)
- Dynastie Christophe (1811-1820)
- Dynastie Soulouque (1849-1859)

#### Mexique
- Dynastie de Iturbide (1822-1823)
- Maison de Habsbourg-Lorraine, issue de la Maison de Lorraine (1864-1867)

### Océanie

#### Bora-Bora
- Dynastie Punia Faanui (1777-1812 et 1830-1860)
- Dynastie de Mai (1812-1830)
- Dynastie Pōmare (1860-1888)

#### Fidji
- Dynastie de Cakobau (1871-1874)

#### Hawaï
- Dynastie de Keawe (1695-1893)
  - Branche de Kamehameha (1782-1872)
    - Branche de Kalamamahu (1872-1874)

  - Branche de Kalakaua (1874-1893)

#### Huahine
Dynastie Maro-Ura (XVIIIe s.-1895)

#### Nouvelle-Zélande (Maori)
- Dynastie de Te Wherowhero (depuis 1858)

#### Raïatea
- Dynastie Maro-Ura (XVIIIe s.-1857 et 1871-1888)
  - Dynastie de Pomaré (1857-1871)

#### Rimatara
- Dynastie de Tamaeva (XVIIIe s.-1901)

#### Rurutu
- Dynastie de Teuruarii (XIXe s.-1900)

#### Samoa
- Dynastie Tupua (1800-1810 et 1887-1889 et 1898 et 1962-1963)
- Dynastie Mataafa (1820-1830)
- Dynastie Malietoa (1830-1887 et 1889-1898 et 1898-1899 et 1962-2007)

Les deux dynasties, Tupua et Maliétoa, ont régné conjointement (1962-1963)

#### Tahiti
- Dynastie Pōmare (1788-1880)

#### Tonga
- Dynastie d'Ahoeitu (Xe s.-1865)
  - Dynastie Tupou (depuis 1865)

#### Uvea (Wallis)
Rois coutumiers de Wallis-et-Futuna
- Dynastie Takumasiva 1re du nom (1600-1660)
- Dynastie Vehiika (1660-1780)
- Dynastie Takumasiva 2e du nom (1780-1818)
- Dynastie Takumasiva 3e du nom (1820-1933 et depuis 1941)

#### Vavau
- Dynastie d'Ahoeitu (XVIIe s.-1833)
  - Dynastie Tupou (1833-1865)

## Dynasties républicaines

### Amérique

#### États-Unis
- La famille Adams, dont sont issus les 2e et 6e présidents des États-Unis (John Adams et son fils John Quincy Adams) ;
- La famille Harrison, dont sont issus les 9e et 23e présidents des États-Unis (William Henry Harrison et son petit-fils Benjamin Harrison) ;
- La famille Roosevelt, dont sont issus les 26e et 32e présidents des États-Unis (Theodore Roosevelt et son neveu Franklin D. Roosevelt) ;
- La famille Kennedy, dont sont issus le 35e président des États-Unis (John Fitzgerald Kennedy), un ministre de la Justice (Bob Kennedy), un sénateur (Ted Kennedy) et deux représentants (Joseph P. Kennedy II et son fils Joseph P. Kennedy III) ;
- La famille Bush, dont sont issus les 41e et 43e présidents des États-Unis (George H. W. Bush et son fils George W. Bush), un gouverneur de Floride (Jeb Bush) et un sénateur (Prescott Bush).

#### Canada
- La famille Trudeau, dont sont issus deux Premiers ministres du Canada, Pierre Elliott Trudeau et son fils Justin Trudeau.

### Asie

#### Corée du Nord
- La dynastie Kim, dont sont issus tous les dirigeants de la république populaire démocratique de Corée depuis sa création en 1948.

#### Inde
- La famille Nehru-Gandhi, dont sont issus trois Premiers ministres (Jawaharlal Nehru, sa fille Indira Gandhi et le fils de cette dernière, Rajiv Gandhi).

#### Japon
- La famille Satō, dont sont issus trois Premiers ministres (Nobusuke Kishi (né Satō), son frère Eisaku Satō, et son petit-fils maternel, Shinzo Abe)
- La famille Fukuda, dont sont issus deux Premiers ministres (Takeo Fukuda et son fils Yasuo Fukuda)
- La famille Hatoyama, dont sont issus deux Premiers ministres (Ichirō Hatoyama et son petit-fils Yukio Hatoyama)

#### Pakistan
- La famille Bhutto, dont sont issus deux Premiers ministres (Zulfikar Ali Bhutto et sa fille Benazir Bhutto).

#### Sri Lanka
- La famille Bandaranaike, dont sont issus une présidente de la République, Chandrika Kumaratunga (née Chandrika Bandaranaike), et ses parents, les deux Premiers ministres Solomon Bandaranaike et Sirimavo Bandaranaike.

### Europe

#### France
- La famille Casimir-Perier, dont sont issus un président du Conseil (Casimir Perier), un président du Conseil et 6e président de la République (Jean Casimir-Perier) ;
- La famille Carnot, dont sont issus deux ministres et le 5e président de la République (Sadi Carnot) ;
- La famille Debré, dont sont issus un Premier ministre de la Ve République (Michel Debré), un ministre de l'Intérieur puis président du Conseil constitutionnel (Jean-Louis Debré) ;
- La famille Mitterrand, dont sont issus le 21e président de la République française (François Mitterrand) et un ministre de la Culture (Frédéric Mitterrand).

#### Grande-Bretagne
- La famille Pitt, dont sont issus deux Premiers ministres de Grande-Bretagne, William Pitt l'Ancien et son fils William Pitt le Jeune ;
- La famille Chamberlain, dont sont issus un chef de l'opposition (Joseph Chamberlain), et ses deux fils, un ministre de l'étranger puis chancelier (Austen Chamberlain) et un Premier ministre (Neville Chamberlain) ;
- La famille Cavendish, dont sont issus un Premier ministre (William Cavendish, 4e duc de Devonshire) et l'épouse d'un autre (Dorothy Macmillan, mariée avec Harold Macmillan).

#### Grèce
- La famille Papandréou, dont sont issus deux Premiers ministres de Grèce, Andréas Papandréou et son fils Giórgos Papandréou.

#### Irlande
- La famille Cosgrave, dont sont issus un Premier ministre d'Irlande, Liam Cosgrave, et son père, le président du gouvernement provisoire d'Irlande William T. Cosgrave.

#### Lettonie
- La famille Ulmanis (Ulman), dont sont issus deux présidents de Lettonie, Karlis Ulmanis et son petit-neveu Guntis Ulmanis.